# Aşağıbey, Bergama
Aşağıbey là một xã thuộc huyện Bergama, tỉnh İzmir, Thổ Nhĩ Kỳ. Dân số thời điểm năm 2010 là 637 người.